# 고회암

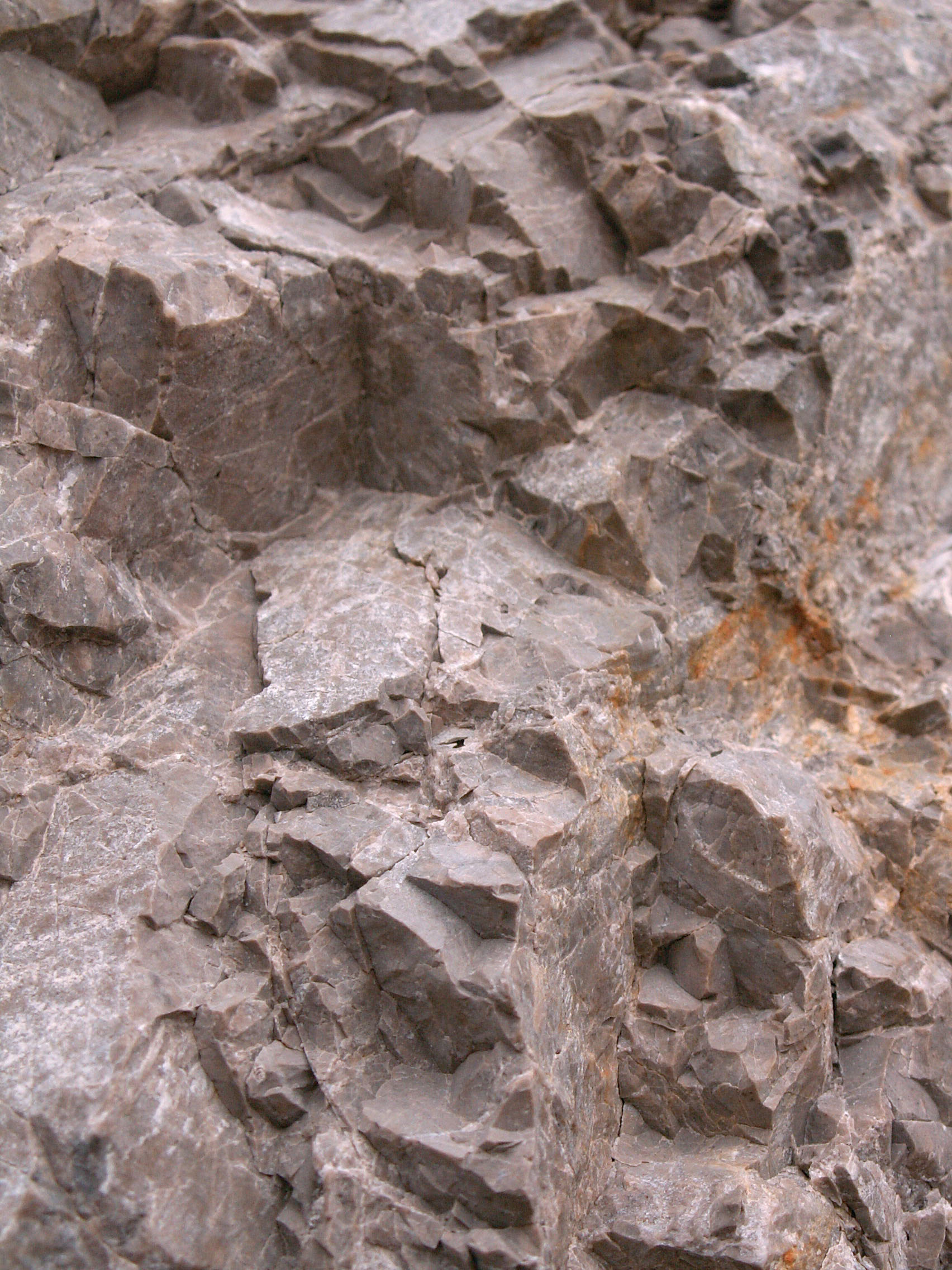
트라이아스기에 형성된 슬로바키아의 고회암 지대

고회암(苦灰岩, dolostone)은 퇴적 탄산염암의 일종으로 구조식은 CaMg(CO3)2이다.